# 佛格
宗室佛格（穆麟德轉寫：uksun foge，？—1732年），滿洲，清朝政治人物、清朝刑部尚書。
曾任內閣學士。雍正元年二月辛亥，接替託賴，擔任清朝刑部尚書，后解。由阿爾松阿接任。